# Cryptobranchidae
Cryptobranchidae é uma família de anfíbios caudados que inclui três espécies de salamandras-gigantes classificadas em dois géneros. O género Andrias ocorre na China e Japão, enquanto que o género Cryptobranchus está limitado à zona leste dos Estados Unidos. As salamandras-gigantes são aquáticas e vivem exclusivamente em rios de curso rápido. 
Os criptobranquídeos são as maiores salamandras existentes na actualidade, com comprimentos que chegam aos 1,8 metros nos adultos asiáticos. O corpo é comprimido dorso-ventralmente, o que lhes dá um aspecto achatado e lhes permite encontrar refúgio em fendas rochosas. As salamandras-gigantes têm quatro dedos nas patas dianteiras, cinco nas patas traseiras e barbatana caudal. A metamorfose é incompleta e os adultos não apresentam brânquias, respirando sobretudo através da pele e em menor proporção pelos pulmões. Para tornar este modo de respiração eficiente, os criptobranquídeos desenvolveram várias adaptações como pele de grande área, disposta em pregas ao longo do corpo e muito vascularizada. 
As salamandras-gigantes são carnívoras e alimentam-se de peixes, salamandras menores, crustáceos e moluscos. A fertilização é externa e os ovos, fixos pela fêmea a rochas subaquáticas, são depois protegidos pelo macho. Ambos os sexos são fortemente territoriais. 
Os criptobranquídeos evoluíram a partir de ancestrais da família Hynobiidae, com os quais formam a sub-ordem Cryptobranchoidea (as salamandras primitivas), por retenção de características larvares no adulto. O registo fóssil surge no Paleocénico na América do Norte e no Plistocénico na Ásia. As duas espécies asiáticas do género Andrias são consideradas como iguarias gastronómicas pelas populações locais. 

## Classificação
- Gênero Andrias Tschudi, 1837
  - Andrias japonicus (Temminck, 1836) - Salamandra-gigante-do-japão
  - Andrias davidianus (Blanchard, 1871) - Salamandra-gigante-da-china
- Gênero Cryptobranchus Leuckart, 1821
  - Cryptobranchus alleganiensis (Daudin, 1803)